# Estação Tláhuac
A Estação Tláhuac é uma das estações do Metrô da Cidade do México, situada na Cidade do México, seguida da Estação Tlaltenco. Administrada pelo Sistema de Transporte Colectivo, é uma das estações terminais da Linha 12.
Foi inaugurada em 30 de outubro de 2012. Localiza-se no cruzamento da Avenida San Rafael Atlixco com a Rua Riachuelo Serpentino. Atende o bairro Santa Cecilia, situado na demarcação territorial de Tláhuac. A estação registrou um movimento de 14.475.541 passageiros em 2016.
A estação recebeu esse nome por ser a principal estação situada na demarcação territorial de Tláhuac. O nome Tláhuac é um aférese de Cuitláhuac, que por sua vez possui diferentes significados. Um desses significados vem do vocábulo náuatle auitlauia, que significa ter cuidado ou estar no comando de algo.
Em suas imediações se localiza o Plantel No.16 do Colegio de Bachilleres, um colégio público de ensino secundário inaugurado em 1978.

## História
A estação foi projetada para ser uma das estações que atenderia a Linha 12 do Metrô da Cidade do México. As obras se iniciaram em 23 de setembro de 2008 após vários adiamentos. Enfim, foi inaugurada em 30 de outubro de 2012 junto com as outras estações da Linha 12.
Porém, no dia 12 de março de 2014, a estação foi fechada devido a falhas estruturais no viaduto que conecta as estações elevadas da Linha 12. Foi reinaugurada no dia 29 de novembro de 2015, após mais de um ano e meio fora de serviço.